# Tecpan de San Juan
El Tecpan fue un edificio construido después de consumada la conquista de México para funcionar como casa de gobierno y sede del Ayuntamiento de San Juan Tenochtitlan, encargado de gobernar la república de indios del mismo nombre. No queda nada de él.

## Ubicación

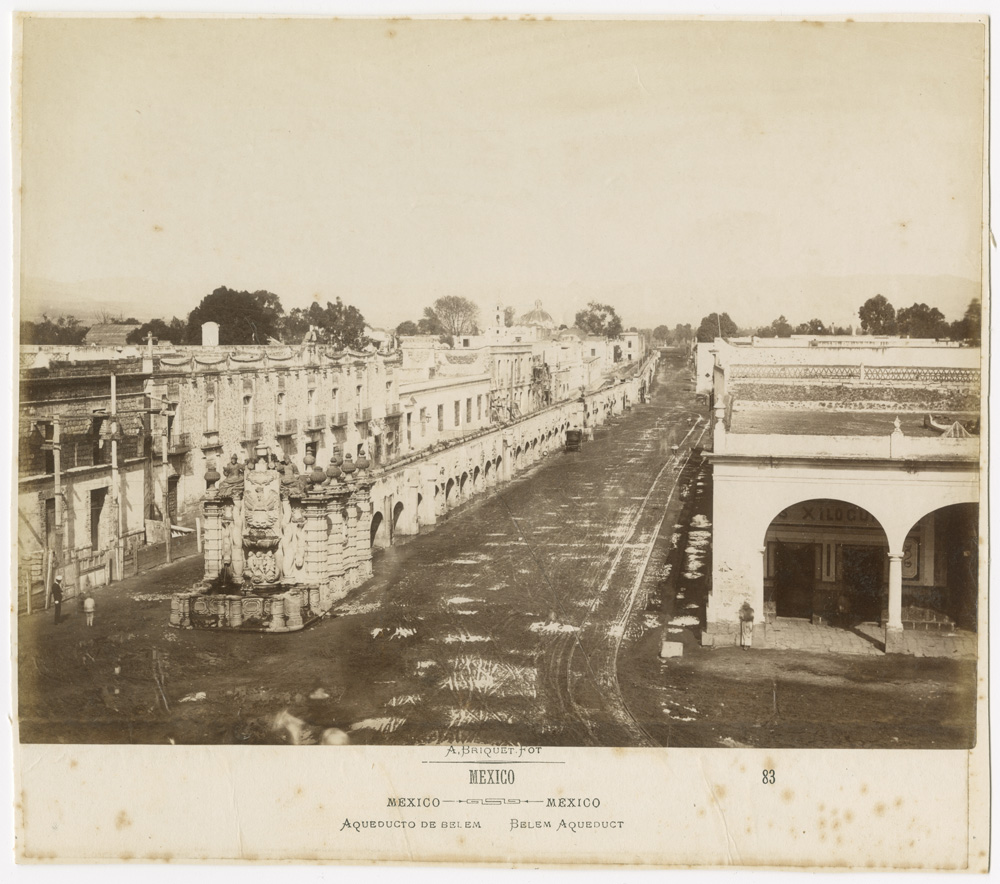
Vista del acueducto, la fuente y el Tecpan hacia el oriente en los años 1880.

Se ubicó en lo que fue el límite entre la traza española y la parcialidad de San Juan Tenochtitlán, en el barrio que le servía de cabecera: San Juan Moyotlan. La calle que pasaba frente suyo, más ancha que las demás que seguían al norte, se llamó Plazuela de la Tecpan de San Juan, haciendo esquina con la Calle del Salto del Agua. Hoy las dos son el Eje Central Lázaro Cárdenas y el Eje 1A Sur Arcos de Belén.

## Historia
No se sabe cuándo fue construido el edificio, pero sí que funcionó como juzgado de naturales de la parcialidad de San Juan Tenochtitlán y que fue construido en su barrio de San Juan Moyotla; en otras palabras era aquí donde los indios eran procesados legalmente en vez de en el tribunal general para españoles y todas las demás castas. Como las tierras arables y otros lotes, el edificio era propiedad comunal.
El sistema del juzgado de naturales se abolió con la independencia y los indios pasaron a depender de los juzgados comunes en la Diputación. Esto hizo que la situación del edificio como todas las propiedades de la república pasase a un destino incierto. En 1824 el gobierno ordenó que los bienes se entregasen a sus dueños mediante ciertos lineamientos (que se insertara la propiedad privada), pero puesto que para 1829 todavía no se hacía nada los mismos indios pidieron que se nombrara un administrador. Por intereses diversos el comité no llegó a nada y la ordenanza se suspendió. 

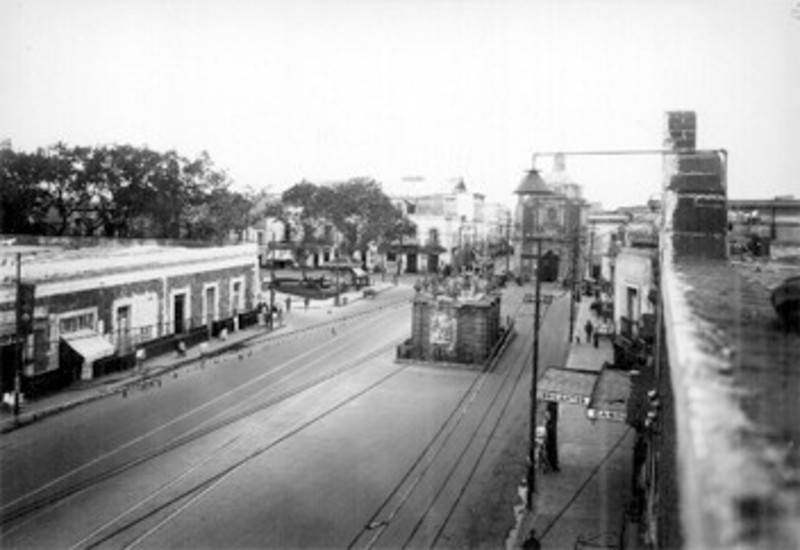
La misma área vista al polo opuesto, en los años 1930. Nótese la ausencia total del Tecpan.

En 1835 se intentó una vez más hacer valer la ordenanza y el gobierno mismo nombró otro administrador, puesto que los bienes se seguían tambaleando en manos de acaparadores y se habían vendido fincas e incluso una parte del mismo Tecpan. No logró buen resultado el gobierno. Si bien en 1852 se reinstauró de lleno la propiedad comunal, fue eliminada de nuevo en 1855. Todo vino a su fin con la Ley Lerdo, con la que los bienes de la república de San Juan Tenochtitlán fueron enajenados y vendidos a manos privadas. El Tecpan permaneció en las manos del disminuido ayuntamiento de la desaparecida república, que pasó a ser poco más que comité vecinal.
Todavía aparece el Tecpan en una foto hacia el poniente de los años 1880 ocupado por comercios, así como el acueducto de Chapultepec intacto y la fuente original del Salto del Agua. Se le pierde el rastro bibliográfico y fotográfico desde entonces, y no se sabe exactamente cuándo desapareció. La siguiente fotografía del área que aparece en el registro, que data de los años 1930 y ve hacia el oriente, muestra la fuente sola con el último arco cortado, la iglesia y un espacio arbolado (la plazuela original extendida) donde estaba el Tecpan. La conclusión es que fue demolido en algún momento entre 1880 y 1930, por lo que no estorbó a la hora de extender la avenida de San Juan de Letrán. 
No queda nada ni del edificio ni de su recuerdo, ni siquiera una placa de calle antigua o el nombre de un negocio comercial. El terreno está hoy ocupado por un edificio comercial de dos pisos de nulo valor arquitectónico.